# تیم ملی فوتبال زنان اندونزی
تیم ملی فوتبال زنان اندونزی (انگلیسی: Indonesia women's national football team) نماینده فوتبال زنان این کشور در رده ملی است و تحت نظارت فدراسیون فوتبال اندونزی قرار دارد.